# (10139) Ronsard
(10139) Ronsard est un astéroïde de la ceinture principale.

## Description
(10139) Ronsard est un astéroïde de la ceinture principale. Il fut découvert par Eric Walter Elst le 19 septembre 1993 à Caussols. Il présente une orbite caractérisée par un demi-grand axe de 2,35 UA, une excentricité de 0,0269 et une inclinaison de 1° par rapport à l'écliptique.
Il fut nommé en hommage à Pierre de Ronsard (1524-1585), membre de la Pléiade, groupe de poètes principalement inspirés par la matière greco-romaine.

## Compléments